# Луфтханза Техник София
„Луфтханза Техник София“ ООД е българско предприятие за поддръжка и ремонт на самолети, базирано в София, част от германската група „Луфтханза“.
Основано е през 2007 година като джойнт венчър на „Луфтханза“ и българската група „Химимпорт“, част от която е авиокомпанията „България Еър“. През следващите години то разширява производствената си база на Летище София, като се специализира главно в ремонта и техническото обслужване на самолети от масовите фамилии „Еърбъс А320“ и „Боинг 737“, използвани в Европа, Близкия Изток и Северна Африка. Към 2017 година е най-голямото предприятие в България за ремонт и инсталиране на машини и оборудване. Към 2022 година „Луфтханза Техник София“ има обем на продажбите от 170 милиона лева, печалба от 6,48 милиона лева и 1146 служители.